# 12568 Kuffner
12568 Kuffner eller 1998 VB5 är en asteroid i huvudbältet som upptäcktes den 11 november 1998 av den kroatiska astronomen Korado Korlević vid Višnjan-observatoriet. Den är uppkallad efter Moriz von Kuffner.
Asteroiden har en diameter på ungefär 7 kilometer.